# Long Legged Girl (with the Short Dress On)
"Long Legged Girl (with the Short Dress On)" (Lit. "Chica de piernas largas con los pantalones cortos puestos") es una canción del género rock and roll compuesta por Leislei McFarland y Winfield Scott, grabada y popularizada por Elvis Presley el cual la incluyó para la banda sonora de su anunciada película de 1967 "Double Trouble" ("Doble problema").  La canción se editó como lado A de disco sencillo con la canción escrita por Elvis y su amigo Red West "That's Someone You Never Forget" en el lado B, ingresó a varias listas alrededor del mundo.    Aunque el sencillo vendió en su momento alrededor de 275.000 copias  formó parte de los exitosos álbumes Almost in Love y "Elvis Sings Hits From His Movies Vol. 1" que más tarde lograrían convertirse ambos en discos de platino. 

## Grabación
Presley grabó "Long Legged Girl (with the Short Dress On)" durante las sesiones de grabación del 28 al 30 de junio inclusive de 1966 en los estudios Radio Recorders de Hollywood, California. El artista optó por registrar su voz una vez que ya estuviese la parte instrumental grabada por lo cual se procedió a grabar primeramente los instrumentos, obteniéndose la pista de la toma # 6 mientras que Elvis logró en la toma # 5 la mejor de sus interpretaciones vocales como para realizar la masterización. 
Las sesiones incluyeron un amplio despliegue de músicos y fue uno de los primeros temas de Elvis que incorporaron guitarra eléctrica distorsionada. 

## Músicos
- Elvis Presley − voz
- The Jordanaires − coros
- Richard Noel − percusión
- Boots Randolph − saxofón
- Scotty Moore − guitarra eléctrica
- Tiny Timbrell − guitarra acústica
- Floyd Cramer − piano
- Bob Moore − contrabajo
- D. J. Fontana − batería
- Buddy Harman − batería [6]

## Ediciones
- "Long Legged Girl (with the Short Dress On)" / "That's Someone You Never Forget" (sencillo) 1967 [7]
- "Double Trouble" (álbum) 1967 [8]
- "Almost in Love" (álbum compilado) 1970
- "Elvis Sings Hits From His Movies Vol. 1"  (álbum compilado) 1972 [9]

## Críticas
En el libro de 2014 "The Elvis Movies" se cita al tema  "Long Legged Girl (with the Short Dress On)" como la mejor canción de la película "Double Trouble". 
Billboard oportunamente analizó el sencillo anunciando su incorporación a la lista de Billboard Hot 100 en 1967. Sobre el mismo se postuló "una fuerte entrada rítmica con rastros de sus sonidos de éxitos anteriores como "Blue Suede Shoes" 

## Listas
| Listas (1967)     | Posición alcanzada |
| ----------------- | ------------------ |
| Australia Goset   | 36                 |
| Bélgica Ultratop  | 1                  |
| Billboard Hot 100 | 63                 |
| Canadá            | 24                 |
| UK Singles Chart  | 49                 |